# Крапивин, Евгений Иванович
Евгений Иванович Крапивин (23 февраля 1937 — 3 мая 1985, Золочев, Львовская область) — советский и российский военачальник, генерал-майор авиации, командующий ВВС Прикарпатского военного округа. Погиб в авиакатастрофе.

## Биография
В 1970-е годы командовал 224-м истребительным авиаполком.
С 1982 по 1984 год учился в Военной академии Генерального штаба Вооружённых Сил СССР им. К. Е. Ворошилова. Командовал 71-м истребительно-авиационным корпусом. В 1985 году получил назначение командующим ВВС Прикарпатского военного округа.
Погиб в авиационной катастрофе 3 мая 1985 года в небе около Золочева (Львовская область). Авиалайнер Ту-134А предприятия «Аэрофлот» выполнял рейс SU-8381 по маршруту Таллин — Львов — Кишинёв, но при заходе на посадку во Львове практически лоб в лоб столкнулся с военно-транспортным самолётом Ан-26 ВВС СССР, выполнявшим рейс СССР 101 по маршруту Львов — Москва. В результате столкновения погибли все 94 человека в обоих самолётах, вместе с Крапивиным погибли два его сына — Александр и Андрей. В этот же день овдовел Борис Громов: его жена летела в том же самолёте. В 1989 году вдова Александра Крапивина Фаина и Громов поженились.

Семейное захоронение Крапивиных на Кунцевском кладбище

Похоронен на Кунцевском кладбище.